# 田邊幸輔
田邊幸輔（日语：／ Tanabe Kōsuke，2月3日—）是生于日本東京都的男性声优。青二製作所属。

## 经历
毕业于Human Holdings綜合學院。在学期间出道，并在『Animelo Summer Live 2017 THE CARD』中作为舞蹈演员出演。
在成为声优前曾是警察官（巡查）。

## 人物
分别持有普通汽车执照、普通摩托车执照以及二级陆上特殊无线技师执照  。
成为声优的契机是因为朋友赞美声音。从那时起便学到芝居的乐趣。 

## 演出作品
※粗體字為主要角色。

### 电视动画
2018年
- 鬼太郎（第6作）（店員、妖怪、竹人間、チャラ男、不良等）

2019年
- ONE PIECE（侍、碳酸兵、部下、霍爾德姆部下、町人等）
- 魔法水果籃（男学生、警察官）
- 科學一方通行（DA兵）
- Fate/Grand Order -絕對魔獸戰線巴比倫尼亞-（烏魯克士兵）
- 卡片戰鬥先導者（2018）（對戰者C、Dragonic Vanquisher、蒼波水將 Foivos、警备员）

2020年
- 遊戲王SEVENS（哥哈社幹部）
- 炎炎消防隊 貳之章（第2隊員）
- 哆啦A夢（播音員、混混1）
- 名偵探柯南（男性）
- 寶可夢 旅途（達古、奧利薇的部下A、吶喊隊、食材屋、順也）
- 王之襲擊（日语：キングスレイド）（森）
- 怪俠佐羅利（ネジュウ、餡斎、イヌダタクジ警部、きよし等）
- 總之就是很可愛（播音員）
- 数码宝贝大冒险：（播音員、哈努兽）
- 進撃の巨人（士兵、同僚、歐古威諾大使、戰車隊、巴里斯、迪爾克·雷斯等）

2021年
- SK∞（同級生、觀眾、知念的父親、僕人、警官、教練）
- 通靈王（Space Shot、年輕人、教師、四上等、卡夫拉·普利茲）
- Fairy蘭丸（歩照瀬焔[6]）
- 致不灭的你（當鋪店主）
- 新幹線戰士Z（碓冰床次）
- RE-MAIN（学生C、学生D）
- 瓦尼塔斯的手札（招待客C）
- 蜡笔小新（警察官A）
- D_CIDE TRAUMEREI（学生）
- 数码宝贝幽灵游戏（绘师兽、三崎恭平）
- 特斯拉筆記（船內警備員、男性5）
- 陰陽眼見子（警察官）
- 境界戰機（亞洲軍士兵、八咫烏隊員）

2022年
- Platinum End（男性B、男学生）
- 忍之一時（警官）
- VAZZROCK THE ANIMATION（刺客C）
- 我的英雄學院（飛行員、英雄、塔爾塔羅斯職員）
- 4個人各自有着自己的秘密（井上的朋友）

2023年
- 卡片戰鬥先導者will+Dress（客）
- Sugar Apple Fairy Tale（士兵）
- 文豪Stray Dogs 4th SEASON（士兵A）
- 在地下城尋求邂逅是否搞錯了什麼（冒險者）
- 遊戲王GO RUSH（龍宮羽[7]）
- 寶可夢 地平線（吉爾[8]）
- 肌肉魔法使-MASHLE-（考生、部下、學生）
- 機動戰士GUNDAM 水星的魔女（學生）
- 【我推的孩子】（SNS的聲音）
- 獻祭公主與獸王（警備兵）
- 絆之Allele（主持人1）
- 文豪Stray Dogs 5th SEASON（上司、擔當官）
- 我的幸福婚約（對異特殊部隊隊員）
- MF GHOST 燃油車鬥魂（觀眾、男性A、八潮翔[9]）
- 我的新上司是天然呆（不知道的人）
- OVERTAKE!（茶店店員）
- 靠著魔法藥水在異世界活下去！（阿爾班）
- 『催眠麥克風-Division Rap Battle-』Rhyme Anima +（支配人）

2024年
- 肌肉魔法使-MASHLE- 神覺者候補選拔試驗篇（男學生、阿歐利歐·莫雷斯）
- 婚戒物語（精靈）
- 月刊妄想科學（陳）
- 通靈王 FLOWERS[[[Wikipedia:格式手册/链接#章節|錨點失效]]]（男學生A）
- 格鬥實況（店員）
- 關於我轉生變成史萊姆這檔事 第3期（貴族3）
- 從Lv2開始開外掛的前勇者候補過著悠哉異世界生活（士兵）
- 黑執事 寄宿學校篇（學生）
- 蜻蛉高球（島上的人）
- 單人房、日照一般、附天使。（男B）
- 2.5次元的誘惑（攝影宅B）
- 異世界自殺突擊隊（精靈）
- 凍牌～地下麻將鬥牌錄～（圭[10]）
- 刀劍神域外傳 Gun Gale Online II（玩家）
- MF GHOST 燃油車鬥魂 第2期（八潮翔[11]）
- 噗妮露是可愛史萊姆（送貨員）
- 魔王2099（電器街市民B）

2025年
- 天久鷹央的推理病歷表
- 灰色：幻影扳機（恐怖份子）
- 青春特調蜂蜜檸檬蘇打（やすし）
- 鄉下大叔成為劍聖（騎士團員）
- 神統記（拉古村士兵）

### 剧场动画
2019年
- ONE PIECE STAMPEDE

2020年
- 寶可夢：皮卡丘與可可的冒險（研究員A）

2021年
- 我的英雄學院 世界英雄任務
- 超時空要塞Δ劇場版 激情的女武神
- 劇場短篇Macross F 時之迷宮

### 网页动画
2019年
- 怪物弹珠（雷西亞爾兵）

2020年
- 爆丸 裝甲聯盟（劳伦）

2021年
- 爆丸7 （劳伦）
- 寶可夢進化（小勝、閃焰隊的博士、市民A、瓢太、謎之訓練師）

2022年
- 寶可夢 旅途（银河队下属）
- 寶可夢傳說 阿爾宙斯

2023年
- 爆丸传奇（日语：爆丸レジェンズ）（劳伦）

### 电子游戏
2018年
- 無雙OROCHI 蛇魔3（士兵）

2019年
- 超級機器人大戰T
- 鬼哭之邦（日语：鬼ノ哭ク邦）（ゾディアン）
- ホップステップジャンパーズ（影の統制者シキ[12]）
- 新櫻花大戰

2020年
- 假面騎士 英雄尋憶（英语：KAMEN RIDER memory of heroez）（アンク〈ロスト〉、マスカレイド・ドーパント、屑ヤミー）
- 人中之龍7 光與闇的去向

2021年
- 戰國無雙5（織田信行[13]）
- 寶可夢大師（阿速[14]）
- 審判之逝：湮滅的記憶
- 心跳回忆4（冰室一纪[15]）

2022年
- 数码宝贝 绝境求生（日语：デジモンサヴァイブ）（白虎兽）
- 异度神剑3（蘭茲[16]、ジェイク[17]）

2023年
- 名偵探皮卡丘 閃電回歸

2024年
- Ride Kamens（荒鬼狂介 / 假面骑士荒鬼[18]）
- 新楓之谷（許普諾斯）
- [手機]美男惡徒 在闇夜中展開的惡愛（イケメンヴィラン 闇夜にひらく悪の恋）－{(環·施瓦茨)リン・イケメンヴィラン}2024年08

2025年
- 真·三國無雙 起源（趙雲）

### 戏剧CD
- THE IDOLM@STER SideM NEW STAGE EPISODE 12 DRAMATIC STARS （2021 年，豪德寺）

### 外语配音

#### 电影
2019年
- 意外的愛情（比尔）

2020年
- 亲吻亭2 （巴里）
- 史賓賽的機密任務

2021年
- 亲吻亭3

#### 电视节目
- 老爷车大翻新：把修复工作交给我们！ （康納）

#### 动画片
- 超級瑪利歐兄弟電影版

### 广播剧
- 青山二丁目剧场 Box（驻在[19] ）

### 其他内容
2021年
- Remote☆主持人（明成[20] ）

## 脚注

### 出典
1. 1 2 3 4  . WEBザテレビジョン.   [2023-06-03]. （原始内容存档于2023-04-10） （日语）.
2. 1 2 3  . www.aoni.co.jp.   [2023-06-03]. （原始内容存档于2023-04-08）.
3. ↑  .   [2019-10-02]. （原始内容存档于2023-04-08）.
4. 1 2  . AT-X.   [2019-10-02]. （原始内容存档于2023-04-08）.
5. ↑  .   [2023-03-19]. （原始内容存档于2023-04-15）.
6. ↑  . TVアニメ「Fairy蘭丸〜あなたの心お助けします〜」公式サイト.   [2021-01-18]. （原始内容存档于2021-02-25）.
7. ↑  . コミックナタリー (ナターシャ). 2023-02-50  [2023-02-20]. （原始内容存档于2023-03-19）.
8. ↑  . MANTANWEB (MANTAN). 2023-03-17  [2023-03-17]. （原始内容存档于2023-03-27）.
9. ↑  . Comic Natalie. 2023-01-04  [2023-01-04]. （原始内容存档于2023-01-04） （日语）.
10. ↑  . Comic Natalie. 2024-05-28  [2024-05-28] （日语）.
11. ↑  . Comic Natalie. 2024-08-09  [2024-08-09]. （原始内容存档于2024-08-11） （日语）.
12. ↑  . 4Gamer.net. 2019-10-14  [2019-10-18]. （原始内容存档于2023-04-10）.
13. ↑  . ファミ通.com.   [2021-05-27]. （原始内容存档于2023-04-11）.
14. ↑  【公式】ポケマスEXだいすきクラブの2021年8月5日のツイート、. Retrieved 2021-08-05.
15. ↑  . ときめきメモリアル Girl's Side 4th Heart. コナミホールディングス.   [2019-10-02]. （原始内容存档于2020-12-27）.
16. ↑  . 任天堂. 2022-02-10  [2022-02-10]. （原始内容存档于2023-04-19）.
17. ↑  XenobladeJP的2023年2月17日的推文、. Retrieved 2023-02-17.
18. ↑  . ライドカメンズ | BANDAI.   [2024-03-28]. （原始内容存档于2024-05-23） （日语）.
19. ↑  .   [2019-10-02]. （原始内容存档于2023-04-12）.
20. ↑  .   [2021-08-20]. （原始内容存档于2023-04-08）.